# Minden (Iowa)
Minden es una ciudad ubicada en el condado de Pottawattamie en el estado estadounidense de Iowa. En el Censo de 2010 tenía una población de 599 habitantes y una densidad poblacional de 546,75 personas por km².

## Geografía
Minden se encuentra ubicada en las coordenadas 41°28′6″N 95°32′28″O / 41.46833, -95.54111. Según la Oficina del Censo de los Estados Unidos, Minden tiene una superficie total de 1.1 km², de la cual 1.08 km² corresponden a tierra firme y (1.18%) 0.01 km² es agua.

## Demografía
Según el censo de 2010, había 599 personas residiendo en Minden. La densidad de población era de 546,75 hab./km². De los 599 habitantes, Minden estaba compuesto por el 98.66% blancos, el 0.17% eran afroamericanos, el 0.17% eran amerindios, el 0.5% eran asiáticos, el 0% eran isleños del Pacífico, el 0% eran de otras razas y el 0.5% pertenecían a dos o más razas. Del total de la población el 0.5% eran hispanos o latinos de cualquier raza.